# Scleria myricocarpa
Scleria myricocarpa är en halvgräsart som beskrevs av Carl Sigismund Kunth. Scleria myricocarpa ingår i släktet Scleria och familjen halvgräs. Inga underarter finns listade i Catalogue of Life.